# Mangrovereiger
De mangrovereiger (Butorides atricapilla) is een vogel uit de familie van de reigers. De soort komt voor in tropische gebieden van Afrika tot op de Salomonseilanden.

## Taxonomie
De wetenschappelijke naam van de soort werd in 1804 als Ardea atricapilla gepubliceerd door de Zweed Adam Afzelius. Sinds de afsplitsing van de Amerikaanse mangrovereiger (Butorides striata) is volgens de prioriteitsregel van de International Code of Zoological Nomenclature B. atricapilla de wetenschappelijke naam voor de mangrovereiger die voorkomt in Afrika en Australazië.  

## Veldkenmerken
De vogel is 35 tot 48 cm lang, Het is een vrij kleine reiger. De volwassen mangrovereiger heeft een grijsblauwe rug, witte onderkant, zwarte pet en gele poten. De jonge vogel is bruiner van kleur en gestreept aan de onderkant.
Ze nestelen in struiken of bomen, soms op de grond, en vaak in de buurt van water. Het legsel bestaat uit drie tot vijf eieren. Het voedsel bestaat uit kleine visjes, kikkers en waterinsecten.

## Verspreiding en leefgebied
De vogel komt in de tropische en subtropische draslanden van een groot deel van Afrika tot in Japan en zuidelijk tot op de Salomonseilanden en Australië. Vogels die broeden in de gematigde zone van Oost-Azië trekken 's winters naar het zuiden; mangrovereigers in de tropen zijn standvogels. De mangrovereiger heeft de voorkeur voor moerasgebieden met een dichte begroeiing zoals mangrove langs de kusten en dichte moerasbossen langs rivieren en meren, verder wordt deze reiger ook wel aangetroffen in moerassen langs rivieren en kanalen en kunstmatige plassen, zoutvlakten, wadden, koraalriffen, riet- en graslanden of rijstvelden.
De nominaat B. atricapilla atricapilla komt voor in Afrika, daarnaast worden nog 19 ondersoorten onderscheiden in de rest van het verspreidingsgebied:

- B. a. atricapilla: Afrika bezuiden de Sahara
- B. a. brevipes: Somalië en de Rode Zee kusten
- B. a. rutenbergi: Madagaskar en Réunion
- B. a. rhizophorae: de Comoren
- B. a. crawfordi: Aldabra en de Amiranten
- B. a. degens: de Seychellen
- B. a. albolimbata: Chagosarchipel en de Maldiven
- B. a. spodiogaster: Andamanen, Nicobaren en de eilanden nabij westelijk Sumatra
- B. a. amurensis: zuidoostelijk Siberië, noordoostelijk China en Japan
- B. a. actophila: van oostelijk China tot noordelijk Myanmar en noordelijk Vietnam
- B. a. javanica: van Pakistan, India, Sri Lanka tot Thailand, de Filipijnen, de Grote Soenda-eilanden en Sulawesi
- B. a. steini: de Kleine Soenda-eilanden
- B. a. moluccarum: de Molukken
- B. a. papuensis: noordwestelijk Nieuw-Guinea
- B. a. idenburgi: noordelijk Nieuw-Guinea
- B. a. flyensis: oostelijk en zuidoostelijk Nieuw-Guinea
- B. a. macrorhyncha: oostelijk en noordoostelijk Australië en Nieuw-Caledonië
- B. a. stagnatilis: noordwestelijk en het noordelijke deel van Centraal-Australië
- B. a. patruelis: Tahiti
- B. a. solomonensis: van Lavongai tot de Salomonseilanden en Fiji

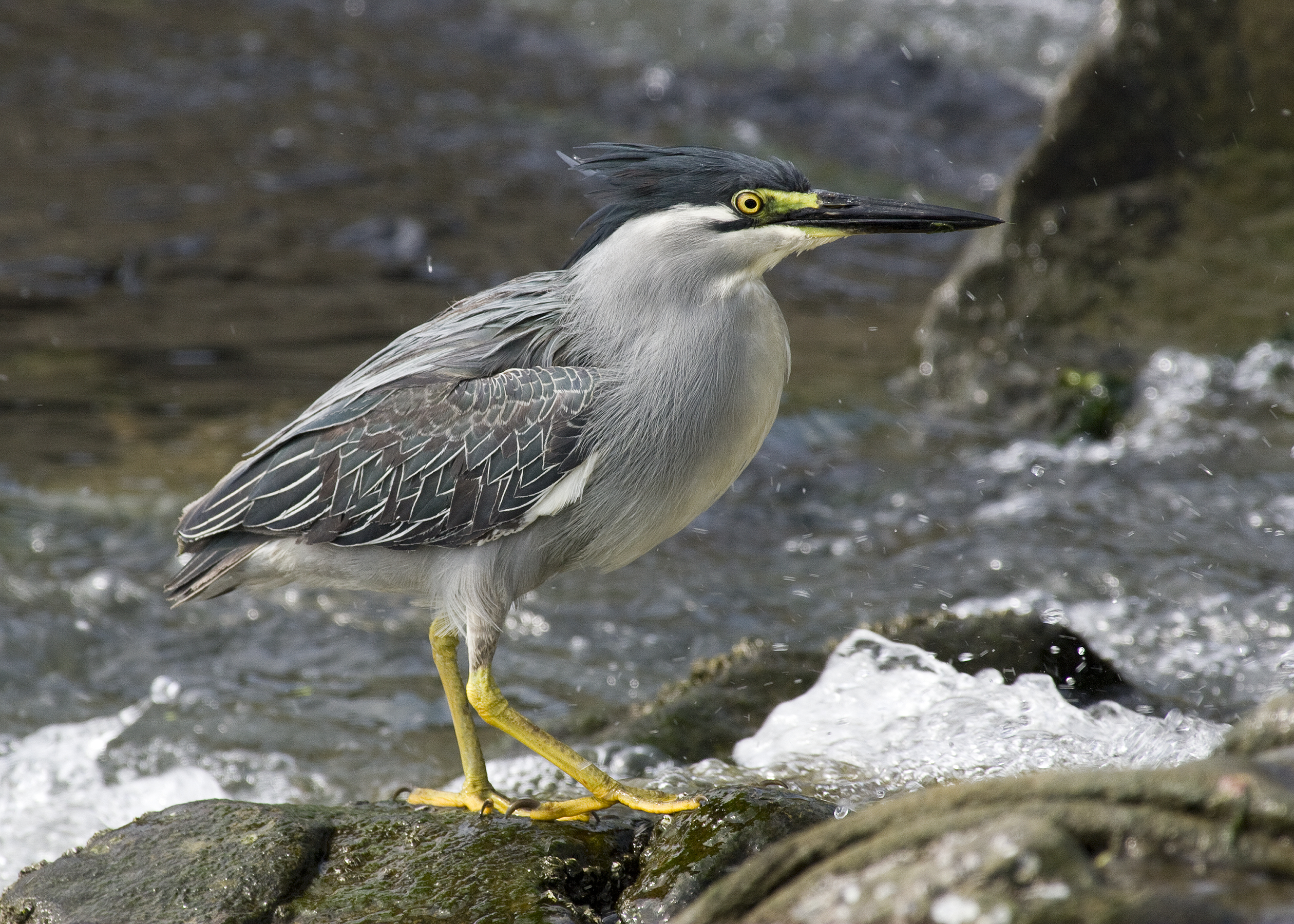
B. a. amurensis, Japan
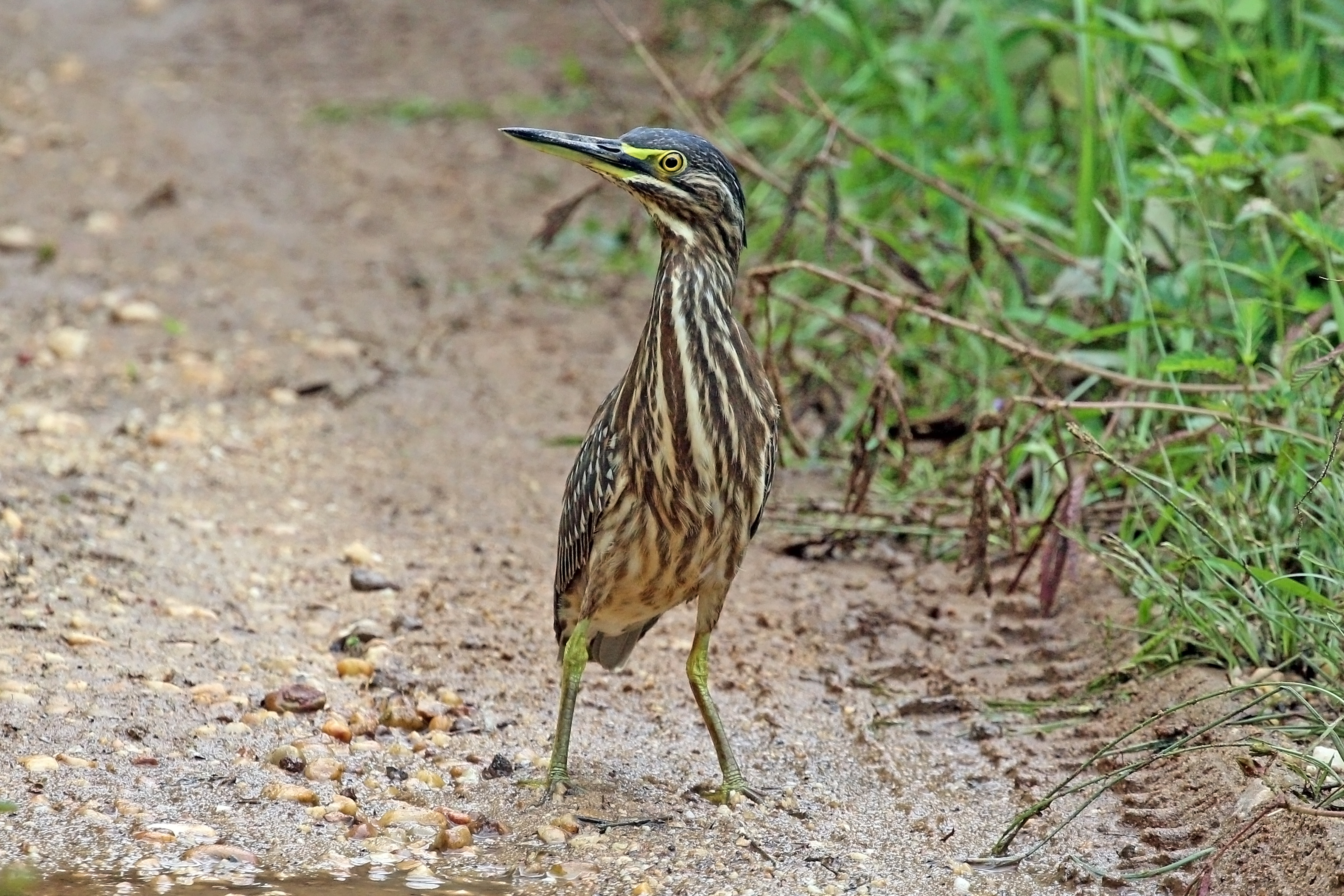
juveniel B. a. atricapilla, Ghana
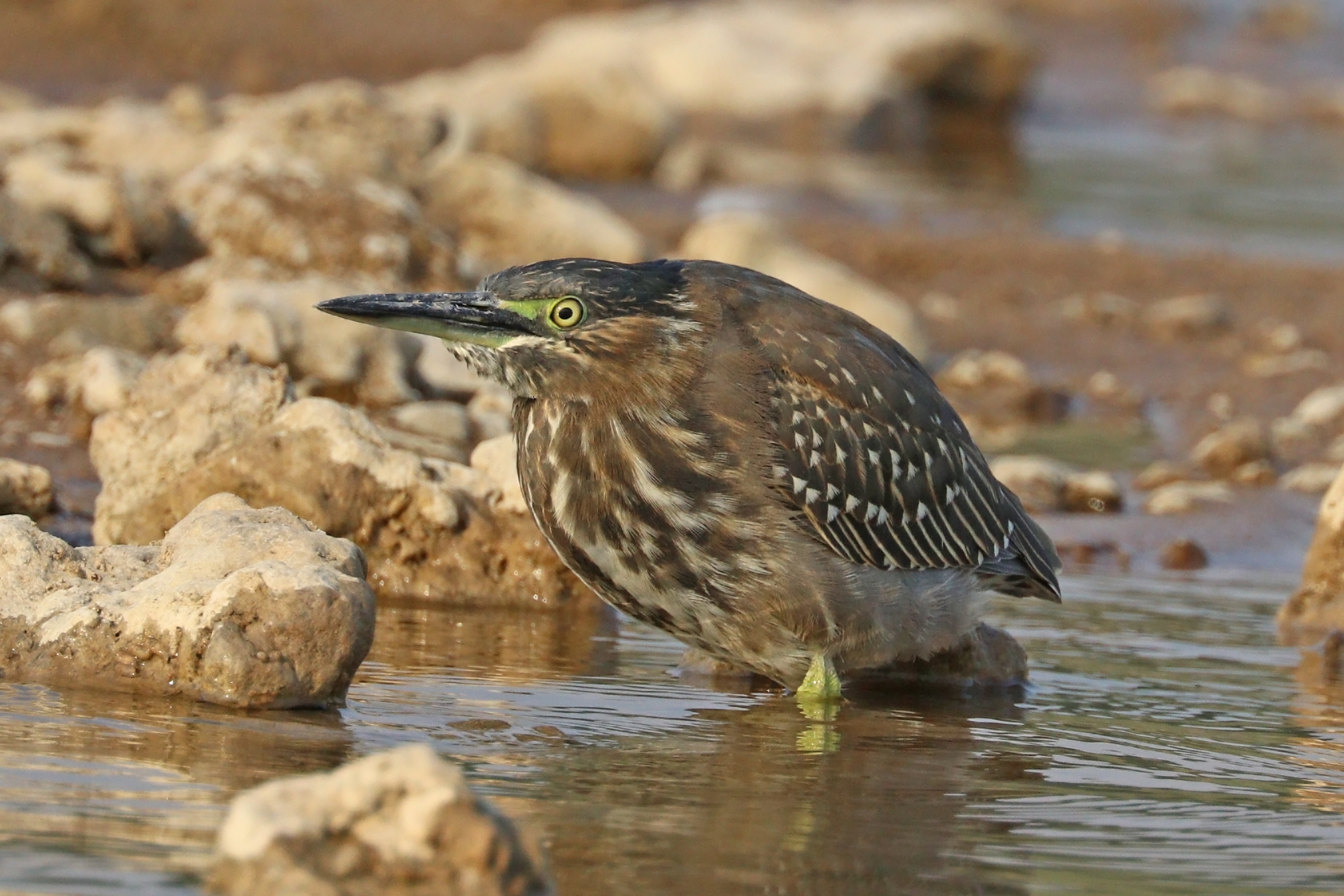
B. a. javanica, juveniel, India
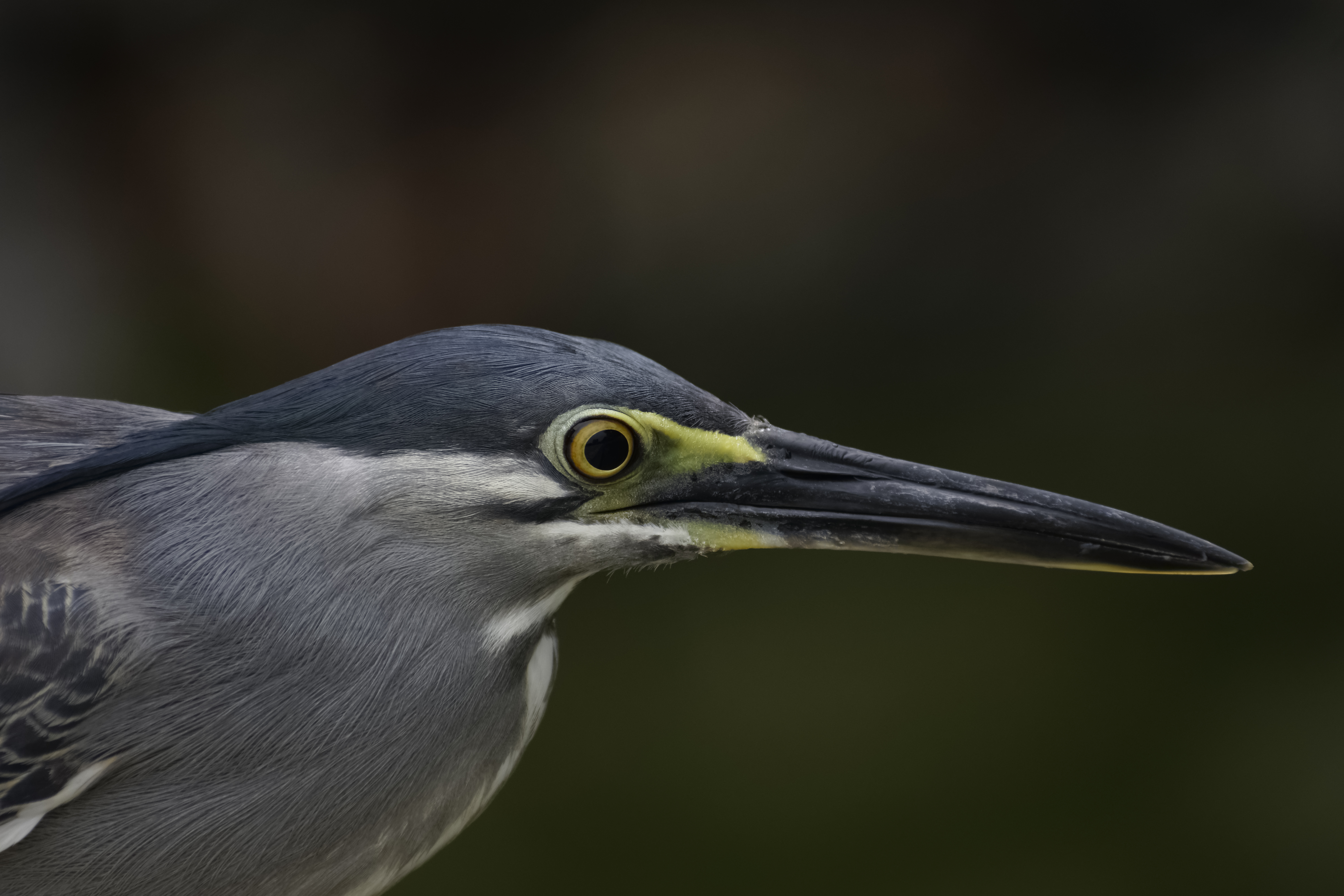
B. a. javanica, Maleisië.
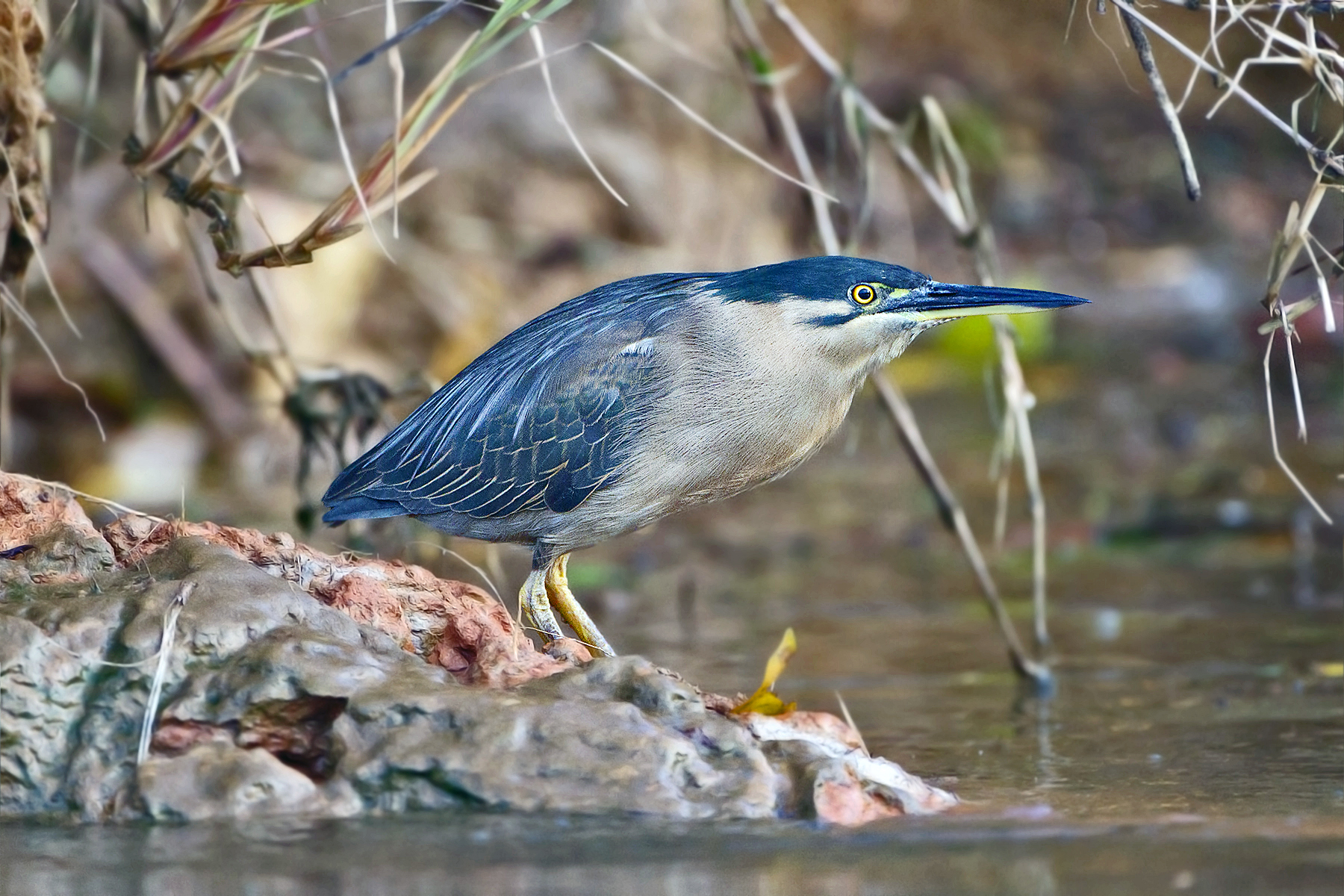
B. s. macrorhyncha Noordoost Australië.

## Status
BirdLife International beschouwt de andere Butorides-soorten als één soort. De aldus beschouwde mangrovereiger heeft een groot verspreidingsgebied. Daardoor is de kans op uitsterven gering. De grootte van de populatie is in 2015 geschat op 4-10 miljoen individuen en dit aantal neemt toe. Daarom staat de mangrovereiger als niet bedreigd op de Rode Lijst van de IUCN.